# Passo de Torugart
O passo de Torugart (chinês simplificado: 吐尔尕特山口; em quirguiz:  Торугарт; em russo:  Перевал Торугарт) é um passo de montanha na cordilheira Tian Shan, localizado a 3752 m de altitude sobre a fronteira China-Quirguistão. Dista 110 km de Ulugqat, 165 km de Kashgar, 170 km de Artux e 1630 km de Urumqi.
Rússia e China estabeleceram um primeiro posto de fronteira no local em 1881. Em 1906, um banco russo, o Banco de Transportes Sino-Russo, emprestou 20 milhões de rublos à China para os trabalhos de construção de uma estrada entre o passo e a cidade de Kashgar. Os comerciantes russos receberam o monopólio do comércio, mas a China estabeleceu tarifas tão altas que o tráfego era insignificante e a estrada não era mantida. Em 1952, o passo de Torugart substituiu o passo Irkechtam, que fica a 165 km a sudoeste, como o principal ponto de cruzamento entre Xinjiang e a República Socialista Soviética do Quirguistão. O passo de montanha foi fechado em 1969 por causa da ruptura sino-soviética. Foi reaberto em 1983. Em 1995, o posto de fronteira chinês foi movido para uma altitude mais baixa (2000 m) e mais perto de Kashgar.
O passo está aberto apenas de um lado: das 9 às 13 horas, é possível atravessar a fronteira do Quirguistão para a China, e entre as 14 e 18 horas na direção oposta. Nos fins de semana e feriados, o passo não pode ser atravessado, e veículos particulares dificilmente podem atravessar a fronteira. Em 2004, 4,4 milhões de dólares de mercadorias foram importados para o Quirguistão através do passo de Torugart. Em 2005, uma média de 1430 veículos cruzou o passo de montanha. No entanto, a UNODC fala de controlos negligentes e contrabando organizado; mesmo aos domingos, camiões são observados na passagem da fronteira. A parcela de mercadorias não registadas importadas pelo passo de Torugart da China para o Quirguistão é estimada em 50%.